# 圣布朗当
圣布朗当（法語：Saint-Brandan，法語發音：[sɛ̃ bʁɑ̃dɑ̃]）是法国阿摩尔滨海省的一个市镇，位于该省中部，属于圣布里厄区。

## 地理
圣布朗当（48°23'22"N, 2°52'12"W）面积25.16 平方千米，位于法国布列塔尼大區阿摩尔滨海省，该省份为法国西北部沿海省份，位于布列塔尼半岛北部，北濒大西洋英吉利海峡，西接菲尼斯泰尔省，南至莫尔比昂省，东临伊勒-维莱讷省。
与圣布朗当接壤的市镇（或旧市镇、城区）包括：勒弗伊、普勒克-莱尔米塔日、朗凡、普莱讷欧特、普兰泰勒、坎坦。
圣布朗当的时区为UTC+01:00、UTC+02:00（夏令时）。

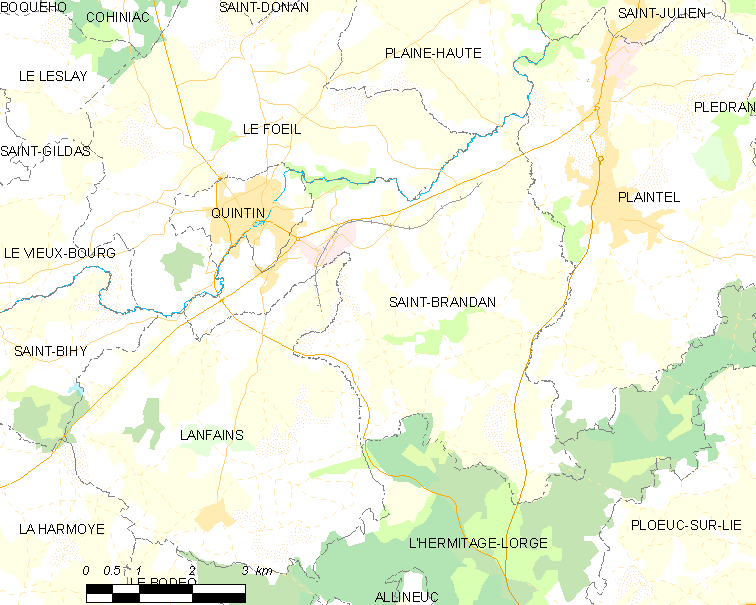
圣布朗当的OSM定位图

## 行政
圣布朗当的邮政编码为22800，INSEE市镇编码为22277。

## 政治
圣布朗当所属的省级选区为普莱洛县。

## 交通
阿摩尔滨海省省道D7线、D22线、D115线、D700线和D790线经过境内。

## 人口

1962-2008年间圣布朗当人口变化图示

圣布朗当于2022年1月1日时的人口数量为2285人。